# Ferenczy Lajos (mikrobiológus)
Ferenczy Lajos (Kisújszállás, 1930. október 25. – Szeged, 2004. március 19.) magyar mikrobiológus, egyetemi tanár, a Magyar Tudományos Akadémia tagja (levelező 1987, rendes 1995).
Kutatási területe: Génátvitel mikroszkopikus gombákban, elsősorban protoplasztok (sejtfaluktól megfosztott sejtek) fúziójával. A fúziós hibridek tanulmányozása és gyakorlati alkalmazása, főként a gyógyszeripar területén. Mikrobaellenes új vegyületek hatás- és hatásmód vizsgálata.

## Életpályája
Elemi iskoláit Debrecenben, középiskolai tanulmányait a szegedi Dugonics András Piarista Gimnáziumban végezte. 1949-ben érettségizett, felsőfokú tanulmányokat a Szegedi Tudományegyetem biológia-kémia szakán folytatott, 1953-ban lett okleveles biológia-kémia szakos középiskolai tanár. Már hallgató korában elkötelezte magát a növénytan mellett, a Növénytani Tanszéken dolgozott akadémiai ösztöndíjasként, majd demonstrátorként.
Az egyetem elvégzése után bekerült a Növényélettani Tanszékre tanársegédnek. Egyetemi doktori disszertációját 1958-ban védte meg „Vizsgálatok növénymagvakban és termésekben előforduló antibakteriális vegyületekkel” témakörben, mely mutatta az ő korai érdeklődését a mikrobiológia iránt. Kandidátusi fokozatot 1960-ban ért el, akadémiai nagydoktori disszertációját 1980-ban védte meg. Tudományos fokozatainak megfelelően a szegedi egyetemen 1964-ben docensi, 1981-ben egyetemi tanári kinevezést kapott.
1969-70-ben vendégkutató volt az USA-ban (University of Illinois at Urbana-Champaign) Az 1970-es évek elején megszervezte a Mikrobiológiai Tanszéket, s annak tanszékvezetője volt 1972—1997-ig, közben 1987-1989-ig Zürichbe (Technische Hochschule) meghívták vendégkutatónak. 2000-ben nyugdíjazták és emeritálták. Emeritus professzorként is oktatott tovább az egyetemen, a Ph.D képzésben vett részt, számos tanítványa van országszerte.
Mind a magyar, mind a nemzetközi tudományos közéletben aktív szerepet vállalt, az MTA 1987-ben levelező, 1995-ben rendes tagjává választotta, az USA Akadémiája 2002-ben vette fel külső tagjai sorába.
Szegeden érte a halál, a szegedi Belvárosi temetőben nyugszik.

## Emlékezete
Eukarióta mikrobák fejlődésgenetikája és filogenetikája. Tudományos ülés Ferenczy Lajos akadémikus és Kevei Ferenc emlékére, 2006. november 7. Helyszín: SZAB székház, Szeged. Szervező: MTA Biológiai Tudományok Osztálya Általános Mikrobiológiai Bizottság. Védnök: Magyar Tudományos Akadémia.

## Művei
- Tudományos közleményeit angol nyelven tette közzé magyar és nemzetközi szaklapokban (pl. Acta Microbiologica et Immunologica Hungarica, Nature, FEMS Mikrobiol. Lett.), s szakkötetekben, konferencia-kötetekben.
- 157 tudományos publikációja a SZTE Egyetemi Könyvtár egyetemi bibliográfiájában.

## Tudományos tisztségei

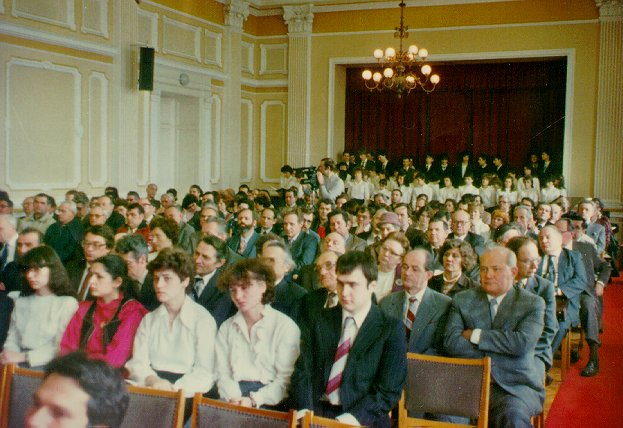
Ünnepség a szegedi egyetem aulájában, 1985. április 4. Ferenczy Lajos jobbra, mögötte Csákány Béla matematikus.

- MTA TMB Biológiai Szakbizottság (1975-)
- OTKA Molekuláris és Sejtbiológia Bizottság (1986-)
- MTA Általános Mikrobiológiai Bizottság (1987-)
- Akadémiai Kutatóhelyek Bizottság (1990-1992)
- Országos Akkreditációs Bizottság (
- Biológiai Szakbizottság (1992-)
- MTA Doktori Tanács (1995-)
- MTA Mikrobiológiai Kutatócsoport vezetője (1996-2000), tag (2000-2004)
- Amerikai Egyesült Államok Akadémiája, külső tag (2002)

### Szerkesztőbizottsági tagságai
- Mikrobiologica Hungarica (1975-)
- Acta Biologica Hungarica (1975-)
- International Committee on Economic and Applied Microbiology (1980-)
- Federation of Europen Microbiological Societes Microbiology Reviews (1985-)
- Journal of Genetics and Molecular Biology (1990-)

## Társasági tagság
- Magyar Kémiai Társaság Biokémiai Szakcsoport, majd Magyar Biokémiai Egyesület (1955-)
- Magyar Mikrobiológiai Társaság (1967-)
- American Society for Microbiology (1970-)
- International Cell Research Organisation (1975-)
- Academia Europaea (1990-)
- Magyar European Molecular Biology Organisation (1992-)

## Kitüntetések
- Oktatásügy kiváló dolgozója (1972)
- Purkyne emlékérem, brnói egyetemtől (1981)
- Akadémiai Díj (1984)
- A Magyar Népköztársaság Állami Díja (1985) – A mikrobiológia, a genetika terén elért eredményeiért, tudományos iskolateremtő és tudományszervező tevékenységéért. Megosztott díj Alföldi Lajossal és Venetianer Pállal.
- Manninger emlékérem (1989)
- Pro Sanitate emlékérem (1993)
- Szent-Györgyi Albert-díj (1994)
- Szegedért emlékérem (1995)